# Electroargeș
Electroargeș este o companie producătoare de mașini și aparate electrocasnice din România.
A fost înființată în anul 1971 și a început să producă în anul 1973.
În anul 1991, Electroargeș a devenit societate pe acțiuni cu capital majoritar de stat: 51% capital de stat și 49% acționari persoane fizice.
Din 1996, pachetul majoritar a fost preluat de către Asociația PAS Electroargeș ’94, formată exclusiv din salariați ai societății.
Asociația s-a dizolvat în 2005, membrii ei devenind proprietarii acțiunilor.
Acțiunile Electroargeș se tranzacționează la categoria de bază a pieței Rasdaq, sub simbolul ELGS.
În anul 2010, firma a fost cumpărată de omul de afaceri Cătălin Chelu.
În anul 2002 producția de aparate electrocasnice a Electroargeș se apropia de șase milioane de euro iar în 2005 aceasta abia s-a ridicat la 2,5 milioane.
Din cei 2.270 de angajați pe care îi avea în 1990, au mai rămas în 2006 un număr de 1.229.
În anul 2018 compania a preluat 60,5% din acțiunile companiei producătoare de îmbrăcăminte Braiconf.
Număr de angajați:
- 2018: 550 [8]
- 2011: 517 [9]
- 2010: 558 [9]

Cifra de afaceri:
- 2012: 140 milioane euro [10]
- 2010: 24,8 milioane euro [6]
- 2006: 21 milioane euro [11]